# Space Ship One (album)
Space Ship One è il settimo album in studio del chitarrista statunitense Paul Gilbert, pubblicato nel 2005.

## Tracce
Testi e musiche di Paul Gilbert, eccetto dove indicato.
1. Space Ship One – 5:58
2. Every Hot Girl Is a Rockstar – 3:05
3. On the Way to Hell – 2:52
4. SVT – 4:03
5. Jackhammer (strumentale) – 5:07
6. Terrible Man – 3:21
7. Interaction – 4:19
8. G9 (strumentale) – 2:16
9. Mr. Spock – 4:52
10. Boku No Atama – 2:30
11. Good Man – 3:58
12. Wash My Car – 4:14
13. It's All Too Much (cover dei The Beatles) – 6:48 (George Harrison)
14. We All Dream of Love – 3:15

## Formazione
- Paul Gilbert – voce, chitarra
- Linus of Hollywood – basso
- Marco Minnemann – batteria